# Iker Bachiller
Iker Bachiller Vega (Madrid, 14 de septiembre de 2002) es un futbolista español que juega como lateral izquierdo en la AD Alcorcón "B" de la Segunda División RFEF.

## Trayectoria
Se une al fútbol base del Atlético de Madrid en 2009 a los seis años de edad. En agosto de 2021, tras finalizar su formación, firma la AD Alcorcón para jugar su filial en la nueva Tercera RFEF. Su primer partido llega el 12 de septiembre en una derrota por 0-3 frente al CF Fuenlabrada Promesas 2021.
Debuta con el primer equipo el 24 de octubre de 2021 entrando como sustituto de Juan Aguilera en una derrota por 0-3 frente a la UD Las Palmas en Segunda División.

## Clubes
Actualizado al último partido disputado el 21 de mayo de 2022.
| Club            | País   | Año       | Partidos | Goles |
| --------------- | ------ | --------- | -------- | ----- |
| AD Alcorcón "B" | España | 2021-Act. | 33       | 1     |
| AD Alcorcón     | España | 2021-Act. | 2        | 0     |